# Институт всеобщей истории РАН
Институ́т всео́бщей исто́рии РАН (аббр. ИВИ РАН) — научно-исследовательский институт в структуре Отделения историко-филологических наук Российской академии наук, специализирующийся в области всемирной истории.
Ведущее российское учреждение по изучению всемирной истории.
Основные направления научных исследований: история зарубежных стран с древнего мира до современности, история международных отношений, философия и теория истории, методология истории, проблемы источниковедения и др.

## История
Институт всеобщей истории ведёт начало от созданного в 1936 году в Москве Института истории АН СССР. Он был образован в 1936 году на основе Института истории Коммунистической академии и Историко-археографического института АН СССР; в 1938 году было учреждено Ленинградское отделение. Институт всеобщей истории основан в 1968 году в результате разделения Института истории АН СССР на Институт истории СССР и собственно Институт всеобщей истории АН СССР.
С начала 1990-х годов Институт активно развивает научные направления в области истории России и стран СНГ. С 1995 года в рамках политики по интеграции науки и образования на базе ИВИ РАН функционирует исторический факультет Государственного академического университета гуманитарных наук.
С 2004 года на базе ИВИ действует Центр по изучению истории религии и Церкви, призванный упрочить научное взаимодействие между РАН и церковными академическими учреждениями (отечественными и зарубежными).

### Директора
| Годы      | Директор                          |
| --------- | --------------------------------- |
| 1968—1979 | акад. Е. М. Жуков                 |
| 1980—1987 | чл.-корр. АН СССР З. В. Удальцова |
| 1988—2015 | акад. А. О. Чубарьян              |
| с 2016    | чл.-корр. РАН М. А. Липкин        |

## Сотрудники института
В ИВИ РАН работают более 250 научных сотрудников, в том числе около 180 штатных сотрудников, свыше 50 совместителей, «контрактников» и прочих категорий.
- Чубарьян, Александр Оганович, д.и.н., академик, научный руководитель.
- Кириллова, Екатерина Николаевна, д.и.н., заместитель директора.
- Коновалова, Ирина Геннадиевна, д.и.н., заместитель директора.
- Мирзеханов, Велихан Салманханович, д.и.н., заместитель директора.
- Бухарин, Михаил Дмитриевич, д.и.н., академик.
- Давидсон, Аполлон Борисович, д.и.н., академик.
- Урилов, Ильягу Ханукаевич, д.и.н., академик.
- Иванчик, Аскольд Игоревич, д.и.н., член-корреспондент РАН.
- Липкин, Михаил Аркадьевич, д.и.н., член-корреспондент РАН, директор.
- Каштанов, Сергей Михайлович, д.и.н., член-корреспондент РАН.
- Репина, Лорина Петровна, д.и.н., член-корреспондент РАН.
- Уваров, Павел Юрьевич, д.и.н., член-корреспондент РАН.
- Черкасов, Пётр Петрович, д.и.н., член-корреспондент РАН.

## Направления исследований
1. Теория и методология истории: современные модели исторического процесса
  1. Цивилизационное измерение истории Евразийского континента
  2. Гендерные исследования и проблема исторического синтеза
2. Сравнительно-исторические исследования: современные подходы
  1. Историческая повседневность: Запад — Россия — Восток
  2. Проблемы компаративистики
3. Новые подходы к изучению социальной истории
  1. Коллективная память и историческое сознание переломных эпох
  2. Социальная история: методы, тенденции, источники
  3. История и социальные науки: проблемы междисциплинарного диалога
4. Человек в истории: проблемы исторической и культурной антропологии
5. Информационные процессы и информатика в исторических исследованиях
  1. Гуманитарный аспект информационных процессов в историческом прошлом
  2. Информатика в исторических исследованиях
6. Источниковедение и специальные исторические дисциплины
  1. Структура исторической информации в античных и средневековых источниках
  2. Дипломатика, актовая археография, палеография и кодикология, геральдика и эмблематика
7. Историко-культурное наследие древних цивилизаций Запада и Востока
  1. Историко-культурные наследие древних цивилизаций Запада и Востока
  2. Античная цивилизация: человек, общество, государство
  3. Государство, право и власть. История основных институтов римского права (их возникновение, развитие и рецепция) и их роль в развитии современного европейского права
8. Средние века: общество, политика, культура
  1. Средневековый социум и его динамика
  2. Византийская цивилизация между Востоком и Западом
9. Европейское Просвещение в XVIII в.
10. Европа XIX века: политика, дипломатия и культура
11. Формирование и эволюция гражданского общества в Европе
  1. Европейский парламентаризм как институт гражданского общества
  2. Социально-политические институты гражданского общества в Европе XX века
12. История XX века: политические, социальные и международные проблемы
  1. Международные отношения в XX веке
  2. Общество и войны в XX веке
  3. Холодная война: современные теоретические подходы и конкретно-исторический анализ
13. Мировая история и Россия
  1. Восточная Европа и Россия в этнокультурном пространстве средневековья
  2. Средневековый Запад и Россия
  3. Русско-западноевропейские культурные связи в эпоху Просвещения (XVIII в.)
  4. Россия и Европа в XIX веке
14. История религии и церкви
  1. Генезис и развитие христианской культуры: Восточная Европа, Россия и Запад
  2. Русская православная церковь в общеевропейской исторической перспективе. IX—XV вв.
  3. Западные церкви, европейское общество и Россия в новое и новейшее время
15. Проблемы истории экономики и бизнеса
  1. Клиометрия: историческая метрология и количественные методы экономической теории
16. Взаимодействие культур и социумов в мировом историческом процессе
17. Регионы мира: проблемы диалога культур и цивилизаций
  1. Формирование и эволюция европейских регионов:
    1. Западная Европа: политика, экономика и культура
    2. Северная Европа и Балтия: международные отношения, социально-политическая история, взаимодействие культур, отношения с Россией в XIX—XX веке
    3. Средиземноморье и Балканы

  2. Северная Америка в мировом историческом процессе
  3. Историко-культурный синтез и проблемы формирования латиноамериканской цивилизации
  4. Роль Африки в имперском и постимперском мире XIX—XX веков
18. Проблемы интеграции науки и образования
  1. Электронные ресурсы российских университетов и научно-исследовательских центров в изучении и преподавании истории

В общей сложности с грифом ИВИ РАН ежегодно издаётся более 100 монографий, сборников научных статей, сборников исторических документов, учебных пособий. Некоторые работы ИВИ РАН публикуются в типографии Института, другие — в издательствах Москвы: «Наука», «Олма Медиа Групп», «Просвещение», «Дрофа» и др.